# Thorsten Barg
Thorsten Barg (* 25. August 1986 in Herrenberg) ist ein deutscher Fußballspieler und heutiger -trainer, der bis 2013 für den Drittligaverein SV Wehen Wiesbaden spielte. Aktuell ist er Spielertrainer der SG Walluf in der Kreisoberliga Rheingau-Taunus.

## Karriere
Thorsten Barg spielte zunächst in den Jugendmannschaften des SV Oberreichenbach, VfL Herrenberg und VfL Bochum. Mit den Bochumer A-Junioren wurde er unter Trainer Sascha Lewandowski 2004 und 2005 zweimal deutscher Vizemeister. In der Spielzeit 2005/06 kam Barg bei den Amateuren des VfL Bochum in der Oberliga Westfalen zum Einsatz. Im Jahr 2006 wechselte er zur Regionalliga-Mannschaft des Karlsruher SC. Seit der Saison 2008/09 steht der Abwehrspieler beim SV Wehen Wiesbaden unter Vertrag, wo er in der 2. Bundesliga auf fünf Einsätze kam. Nach dem Abstieg der Wiesbadener in die 3. Liga im Mai 2009 unterzeichnete Barg einen neuen Vertrag, der sowohl für die 3. als auch für die 2. Liga gültig war.
Nachdem Barg zu Beginn der Saison 2009/10 einen Kreuzbandriss erlitten hatte und nach sechsmonatiger Pause zum Stammspieler beim SVWW geworden war, zog er sich am siebten Spieltag der Saison 2010/11 einen Riss der Achillessehne zu, was für ihn in den folgenden anderthalb Jahren drei weitere Operationen bedeutete. Nach zwei Jahren Verletzungspause gab er am 27. Oktober 2012 im Auswärtsspiel bei Alemannia Aachen (1:1) sein Comeback auf dem Rasen. Wegen anhaltender Beschwerden musste Barg jedoch zum Saisonende 2012/13 seine aktive Laufbahn im Profibereich beenden.
Er war anschließend zunächst im Nachwuchsbereich des SVWW tätig und spielte für die TSG Wörsdorf in der Gruppenliga Wiesbaden. Ab Anfang 2015 war er dort als Spielertrainer tätig und erreichte mit seiner Mannschaft im Sommer 2015 den Aufstieg in die Verbandsliga Mitte. Im Jahr 2016 verließ er den Verein zur SG Walluf in die Kreisoberliga Rheingau-Taunus. Seit 2017 ist er dort ebenfalls Spielertrainer.
Sein älterer Bruder, Benjamin Barg, ist ebenfalls Fußballspieler und steht derzeit bei Borussia Mönchengladbach als Mitglied der Regionalligamannschaft unter Vertrag.